# 天主教薩瑟克總教區
天主教薩瑟克總教區（拉丁語：Archidioecesis Southwarcensis）是英國英格蘭一個羅馬天主教教省總教區，也是英格蘭五個總教區之一。包括泰晤士河以南的大倫敦、梅德韋和肯特郡。
下轄阿倫德爾暨布萊頓、樸茨茅斯和普利茅斯三個教區。2011年，有394,708名教友，估轄區總人口8.8%，有177個堂區、419名司鐸、78名終身執事、204名修士、538名修女。
現任總主教為若望·威爾桑，輔理主教為博德·K·林奇和保祿·亨德里克斯，榮休總主教為彌額爾·喬治·博文、基文·麥當奴和伯多祿·史密斯，榮休輔理主教為豪厄德·喬治·特里普和若望·海恩。
1850年英格蘭恢復聖統制，升為教區，屬威斯敏斯特總教區。1965年5月28日升為總教區。